# О штетности дувана
„О штетности дувана” је српски  ТВ филм из 2004. године. Режирао га је Петар Зец који је написао и сценарио по делу Антона Чехова.

## Улоге
| Глумац               | Улога                   |
| -------------------- | ----------------------- |
| Иван Босиљчић        | Сергеј Почитајев, писац |
| Јелена Хелц          |                         |
| Весна Чипчић         | Клеопатра Зигалов       |
| Небојша Зубовић      |                         |
| Биљана Мишић         | Ана Мартиновна Зигалов  |
| Константин Костјуков |                         |
| Никола Фишековић     |                         |
| Владан Гајовић       |                         |
| Стефан Капичић       | Ахмед, Црни Арапин      |
| Тања Бошковић        |                         |
| Нађа Секулић         |                         |
| Ружица Сокић         |                         |
| Ненад Вучић          |                         |
| Јелена Зец           |                         |
| Ивана Жигон          |                         |
| Радмила Живковић     |                         |